# Acremonium crotocinigenum
Acremonium crotocinigenum är en svampart som först beskrevs av Schol-Schwarz, och fick sitt nu gällande namn av W. Gams 1971. Acremonium crotocinigenum ingår i släktet Acremonium, ordningen köttkärnsvampar, klassen Sordariomycetes, divisionen sporsäcksvampar och riket svampar.   Inga underarter finns listade i Catalogue of Life.